# Нові Вислі (Ібресинський район)
Нові Ви́слі (рос. Новые Высли, чув. Хумри Выçли) — присілок у складі Ібресинського району Чувашії, Росія. Входить до складу Хормалинського сільського поселення.
Населення — 538 осіб (2010; 574 у 2002).
Національний склад:
- чуваші — 98 %